# Корпус морской пехоты США
Ко́рпус морско́й пехо́ты США или Морска́я пехо́та США (акроним: КМП США, англ. United States Marine Corps /məˈri:n ˈkɔər/ (USMC, US Marines) — один из шести родов войск Вооружённых сил США. Наряду с Военно-морскими силами США (ВМС США) подчиняется Главному управлению ВМС США.

## Назначение
Основная задача КМП США — высадка и преодоление подготовленной обороны противника в прибрежной зоне, для чего корпус имеет собственные силы и средства: бронетанковые, артиллерийские, авиационные. Среди других родов сил ВС США Корпус морской пехоты — один из наименьших по численности личного состава (ему уступает только Береговая охрана США). Одновременно КМП США многократно превосходит по численности и имеющейся в его распоряжении номенклатуре сил и средств морскую пехоту любой другой страны мира.
Корпус является родом сил, который имеет в своём составе отдельные части и подразделения морской и сухопутной авиации, артиллерийские подразделения и части, части обеспечения. Командующий корпусом морской пехоты имеет чин полного генерала («четырёхзвездный генерал»), подчиняется непосредственно министру (секретарю) военно-морского министерства (департамента) (Department of the Navy) в составе Министерства обороны США. Командующий не является постоянным членом комитета начальников штабов, но участвует в заседаниях комитета в качестве равноправного члена, когда рассматриваются вопросы, касающиеся Корпуса морской пехоты.
По Закону о национальной безопасности США от 1947 года Корпус морской пехоты должен иметь в своем составе в мирное время не меньше трёх пехотных дивизий (с частями усиления и обеспечения) и трёх авиакрыльев морской пехоты (Marine Aircraft Wing). Одна дивизия МП и одно авиакрыло морской пехоты находятся в резерве.
Корпус включает в себя силы морской пехоты Атлантического и Тихоокеанского флотов, подчиняющиеся командованию этих флотов, и вспомогательные службы, занимающиеся боевой подготовкой личного состава, снабжением и обслуживанием материальной части авиации КМП США на обоих побережьях США и в Азиатско-Тихоокеанском регионе.
Корабельные отряды морской пехоты, готовые в любой момент принять участие в десантных операциях, приданы большинству десантных соединений ВМС США. Авиация КМП США, базирующаяся на авианосцах ВМС, предназначена главным образом для непосредственной авиационной поддержки моторизованных соединений частей во время высадки морского десанта и в ходе ведения боевых действий за овладение побережьем. Экспедиционные части морской пехоты постоянной готовности размещены не только на территории основных воинских частей КМП на территории США, но также в Японии (Окинава) и на УДК соединений ВМС, постоянно находящихся в море в различных регионах мира.
Личный состав КМП, расквартированный в казармах морской пехоты в Вашингтоне, обеспечивает охрану резиденций Президента США (Белый дом, Кэмп-Дэвид), участвует в торжественных церемониях, морские пехотинцы обеспечивают безопасность посольств и миссий США за границей. На территории США Президент США использует в служебных целях вертолётный парк Корпуса морской пехоты (Marine One).

## История
Морская пехота в США была организована резолюцией Конгресса 10 ноября 1775 года, но фактически она была создана 11 июля 1798 года. В настоящее время она носит официальное название United States Marine Corps (USMC) — Корпус морской пехоты Соединённых Штатов. Впервые морская пехота США приняла участие в боевых действиях во время Первой берберийской войны.

### Вторая мировая война
Хотя морская пехота была одним из самых немногочисленных родов сил Военно-морских сил США во время Второй мировой войны (уступала ей только Береговая охрана), она внесла большой вклад в победу союзников. На долю морских пехотинцев, составлявших всего 5 % из 16,3 млн американцев, носивших военную форму в этот период, приходилась десятая часть суммарных потерь всех вооружённых сил.
В среднем в составе экспедиционных частей находились 73 % всех военнослужащих США, однако к концу войны вдали от родины служили 98 % офицеров и 89 % сержантов и рядовых морской пехоты. В пропорции к числу подразделений, количество операций с применением амфибий у морской пехоты было значительно выше, чем у армейских частей. На тихоокеанском театре военных действий 18 армейских дивизий провели 26 высадок, тогда как 6 дивизий морской пехоты — 15. Из общего количества 669 тыс. человек, носивших форму морской пехоты, корпус потерял 19 733 человека убитыми и пропавшими без вести, а также 67 201 ранеными.
В начале войны этот род сил насчитывал в своих рядах 65 881 солдата и офицера: свыше 31 тыс. человек входили в наземные и авиационные подразделения Морской пехоты Флота (МПФ); около 3400 несли службу на морских базах за границей; примерно 4000 — на кораблях флота; 27 тыс. составляли гарнизоны береговых укреплений и морских баз на побережье и островах в территориальных водах США. К концу войны в морской пехоте служили 485 833 человека, и если проследить за этой тенденцией роста, то получится, что за 46 месяцев боев число морских пехотинцев, получивших ранения, оказалось больше, чем общее количество служивших в морской пехоте к моменту вступления США в войну — 7 декабря 1941 года. Интересно, что в морскую пехоту, служба в которой до 1943 года являлась исключительно добровольной, было зачислено более 224 тыс. новобранцев. Ещё 70 тыс. рекрутов пожелали стать кадровыми военными или резервистами запаса. Хотя морская пехота США номинально входит в состав ВМС, действует она автономно. В то время как славу этому виду ВС принесли части, участвовавшие в боях на земле и в воздухе, морские пехотинцы не забывали о своих исконных задачах — службе на кораблях и в гарнизонах военно-морских баз.
Джо Фосс был самым результативным лётчиком-истребителем КМП во Второй мировой войне, одержав 26 воздушных побед над японскими самолётами.

## Подчинение
Корпус морской пехоты США подчинён военно-морскому министерству США по ряду вопросов транспортно-логистического и административного характера, поскольку перевозка или дежурство сил и средств морской пехоты, а равно и пребывание их на якорных стоянках в море, осуществляется кораблями флота. Помимо транспортировки, корпус зависит от военно-морского министерства в вопросах разработки и закупки плавсредств, тяжёлого артиллерийского вооружения и плавающей военной техники, при этом, в собственной компетенции КМП США находятся вопросы разработки стрелкового вооружения и других тактических вооружений для применения на сухопутном театре военных действий.

До появления в 1987 году межвидового общевойскового Командования специальных операций, КМП США являлся единственным формированием в структуре ВС США, которое могло задействоваться за рубежом без согласования с Конгрессом США, а потому фактически выполнял роль сил быстрого реагирования. Для этих целей, КМП США обладает собственной аэродромной и палубной авиацией, собственными судами на воздушной подушке и десантно-высадочными средствами. Значительная часть личного состава Корпуса постоянно находится в пунктах базирования за рубежом или несёт боевую службу на кораблях в готовности к немедленной переброске в районы оперативного предназначения, указанные им Президентом США. В отличие от пунктов базирования армии (форт) и флота (ВМБ), морская пехота на береговой службе базируется в специализированных военных лагерях (англ. camp).

## Административная и функциональная структура
Корпус морской пехоты США является единственным из родов сил, который не имеет собственного министерства (департамента) в структуре Министерства обороны США (кроме него своего министерства не имеет БОХР США, но она, как вид вооружённых сил, находится в структуре Министерства внутренней безопасности). Командующим КМП США является Комендант корпуса морской пехоты США в чине (полного) генерала КМП, подчиняющийся напрямую Президенту США, а по подведомственности, как и Главком ВМС США, министру ВМС. В обязанности главкома КМП США входит обеспечение оперативного руководства штабом Корпуса, обеспечение боеготовности постоянных и резервных соединений и частей морской пехоты США, обеспечение пополнения войск добровольцами и призывниками, материально-техническое обеспечение войск морской пехоты США, обеспечение боевой подготовки личного состава и т. п. Подготовленные части общевойсковых и специализированных (артиллерия, авиация) соединений корпуса входят на ротационной основе в состав экспедиционных частей, которые поступают в распоряжение оперативных управлений (ОУ) КМП США в составе Оперативных штабов (ОШ) ВС США на региональных и мировых ТВД.

## Подготовка военнослужащих
Высадка 22-го экспедиционного отряда морской пехоты c катеров на воздушной подушке типа LCAC в районе Морхед-Сити, Северная Каролина. 8 октября 2022
Начальная подготовка морских пехотинцев длится в течение 13 недель и является самой продолжительной среди американских вооружённых сил. Новобранцы поступают в учебные центры, где отрабатывается курс молодого бойца, включающий изучение личного оружия, средств связи, истории, традиций морской пехоты и юридических вопросов военной службы, а также физическую, строевую и стрелковую подготовку и проведение учений в полевых условиях. В учебный центр Пэррис-Айленд, поступают новобранцы из Восточного региона (восточнее реки Миссисипи), в Сан-Диего — из Западного.
В Восточный регион входят 1-й, 4-й и 6-й районы морской пехоты, в Западный — 8-й, 9-й и 12-й районы. В каждом районе расположено от шести до десяти пунктов вербовки новобранцев.
Исторически, река Миссисипи служила разделительной линией, которая определяла, где будет обучаться рекрут. Однако, в последнее время, районная система обеспечила более равномерное распределение новобранцев между двумя учреждениями MCRD (Marine Corps Recruit Training). Женщины посещают только учебный центр Пэррис-Айленд, как часть отдельного Четвёртого учебного батальона.
После обучения, зачисленные новобранцы, поступают в Школу пехоты (School Of Infantry) в Кэмп Гейгер или Кэмп Пендлтон, где имеются две различные программы подготовки: Infantry Training Battalion и Marine Combat Training Battalion.
Infantry Training Battalion (ITB) - 59-дневный учебный курс (до сентября 2008 года он составлял 52 дня), предназначенный для будущих «пехотинцев», служащих по военно-профессиональным специальностям (MOS) в качестве пехотинцев, пулемётчиков, миномётчиков, штурмовиков и операторов ПТУР.
MOS (Military Occupational Specialty) — это система классификации должностей. Используя четырёхзначный код, он обозначает, какую область и конкретную деятельность выполняет морской пехотинец. Разделившись на офицеров и рядовых, MOS определяет укомплектование подразделения. Некоторые MOS меняются с рангом, чтобы отразить руководящие должности, другие являются второстепенными и представляют собой временное назначение вне обычных обязанностей или специальных навыков морского пехотинца.
В течение первых двух недель, все эти специалисты проходят идентичное обучение, которое называется «Common Skills Package». 
Эта программа направлена на изучение: наступательной тактики, методы ведения огня при перемещении, наземная навигация, методы патрулирования и ведения боя в городе, дезактивация и защита от ядерного оружия.
Приобретение навыков обращения: с ручными гранатами, ручным пулемётом М249, противопехотными минами, гранатометом AT-4.
Затем, на 15-й день, морпехи делятся и приступают к изучению своих специальностей.
- Пехотинцы (MOS 0311) проводят большую часть их обучения на местах, где они концентрируются на патрулировании, наступательных и оборонительных операциях и боевые действия в городской местности.
- Пулемётчики (MOS 0331) учатся эффективно использовать тяжёлое автоматическое оружие, такое как 7,62-мм средний пулемёт M240B, крупнокалиберный пулемёт M2, а также автоматический 40 мм гранатомет Mk.19.
- Миномётчики (MOS 0341) учатся стрелять из 60-мм лёгкого миномёта M224 и 81-мм миномёт M252 повышенной дальности и использовать их для поддержки.
- Так называемые «штурмовики» («assault men») (MOS 0351) — это специалисты ручным гранатометам и противотанковым ракетным комплексам. Обучены пользоваться Mk. 153, (SMAW) и ПТРК «Javelin». Они также умеют пользоваться взрывчатыми веществами.
- Оператор ПТУР (anti-tank guided missile man) (MOS0352) этих ребят учат атаковать танки и бронетехнику противника, используя несколько различных систем вооружения, в том числе тяжёлый противотанковый ракетный комплекс BGM-71 (TOW).

Marine Combat Training Battalion.
Не все морпехи служат в пехоте. Есть те, кто работает в разведке, связи, радиоэлектронной борьбе, занимается ремонтом техники, связью с общественностью, ядерной и биохимической промышленной обороной, логистикой и многое другое.
Все эти мужчины и женщины проходят двухнедельный курс подготовки в Marine Combat Training Battalion, для получения навыков, необходимых для работы в условиях боя. И хотя данные специалисты вряд ли попадут на передовую, они так же могут встретить противника, обеспечивая тыловую поддержку основных сил. В таких случаях им нужно знать, как использовать гранаты и пулемёты, а также как использовать эффективные боевые порядки. Даже в отсутствие нападения, они должны знать, как организовывать и вести патрули, принципы маскировки и обустраивания обороны.
По окончании School of Infantry, большая часть морской пехоты, наконец интегрирована в подразделения морской пехоты. Остальные, которые в основном специализируются на сложных, военных операциях, продолжат получать расширенное обучение по таким направлениям как: авиация, артиллерия, инженерия, разведка и коммуникации.
В учебном центре КМП США Куантико (Виргиния) находятся курсы подготовки офицерского состава КМП США и офицерские курсы усовершенствования (УСО), где преподаются вопросы взаимодействия различных родов войск в составе КМП США, взаимодействия моторизованных и авиационных частей КМП США с кораблями и вспомогательными частями ВМС США, а также вопросы планирования и реализации войсковых операций в прибрежной зоне.
Обучение офицеров осуществляется главным образом через один из трёх источников: Учебный корпус офицеров военно-морского резерва (Naval Reserve Officer Training Corps, NROTC), Школа кандидатов-офицеров (Officer Candidates School, OCS) или Военно-морская академия США (United States Naval Academy, USNA).

## Организация и управление Корпуса морской пехоты США
- Эмблема Командования сил КМП США
- Штаб 2-го экспедиционного соединения на территории Кэмп-Лежен.

### Командование сил Корпуса морской пехоты США
Основные органы планирования и управления КМП США а также основные соединения сил КМП США на Атлантическом океане (United States Marine Corps Forces Command (MARFORCOM), также Commander, U.S. Marine Corps Forces Command (COMMARFORCOM)) расквартированы на территории ВМБ «Норфолк» (Норфолк, Виргиния).
В сферу ответственности командующего группировкой КМП США в Атлантике входит также организация взаимодействия сил КМП США с другими видами вооружённых сил США, а также вооружёнными силами стран НАТО в регионах ответственности. Костяк сил КМП США на Атлантическом океане составляет 2-е экспедиционное соединение морской пехоты (до 45 тыс. чел. личного состава).

#### 2-е экспедиционное соединение морской пехоты США(Кэмп-Лежен)
Органы управления и основные части 2-го экспедиционного соединения (II Marine Expeditionary Force) расквартированы на территории Кэмп-Лежен (Северная Каролина) (Camp Lejeune, N.C.).
Основным наземным тактическим соединением в составе 2-го экспедиционного соединения является 2-я дивизия морской пехоты.
Основным соединением авиации в составе 2-го экспедиционного корпуса является 2-е авиационное крыло морской пехоты (2nd Marine Aircraft Wing).
Основным соединением тылового обеспечения в составе 2-го экспедиционного соединения является 2-я группа тылового обслуживания морской пехоты (2nd Marine Logistics Group).

### Тихоокеанские силы морской пехоты США
Управление и основные соединения группировки КМП США расквартированы на территории базы КМП Кэмп-Смит (Camp H. M. Smith) (штат Гавайи).
Данное объединение сил включает в себя 1-е и 3-е экспедиционные соединения морской пехоты (ЭКМП) общей численностью до 84 тыс. чел.) и в оперативном отношении подчиняется Центральному командованию ВС США на Ближнем Востоке (CENTCOM).

#### 1-е экспедиционное соединение морской пехоты
Органы управления и основные подразделения 1-го экспедиционного соединения морской пехоты (I Marine Expeditionary Force) расквартированы на территории базы КМП Кэмп-Пендлтон (округ Сан-Диего) (Camp Pendleton). Основным соединением сухопутных войск в составе 1-го экспедиционного соединения является 1-я дивизия морской пехоты.
Основным соединением авиации в составе 1-го экспедиционного соединения является 3-е авиационное крыло морской пехоты (3rd Marine Aircraft Wing).
Основным соединением тылового обеспечения в составе 1-го экспедиционного соединения является 1-я группа тылового обслуживания морской пехоты (1st Marine Logistics Group).

#### 3-е экспедиционное соединение морской пехоты
Органы управления и основные подразделения 3-го экспедиционного соединения морской пехоты США (III Marine Expeditionary Force) расквартированы на территории баз КМП Кэмп-Кортни и Кэмп-Смедли (Marine Corps Base Camp Smedley D. Butler) на юге Японии (префектура Окинава).
Основным наземным соединением в составе 3-го экспедиционного соединения является 3-я дивизия морской пехоты.
Основным соединением авиации в составе 3-го экспедиционного соединения является 1-е авиационное крыло морской пехоты (1st Marine Aircraft Wing).
Основным соединением тылового обеспечения в составе 3-го экспедиционного соединения является 3-я группа тылового обслуживания морской пехоты (3rd Marine Logistics Group).

### Управление войск резерва КМП США
Управление войск резерва КМП США (United States Marine Corps Reserve) (MARFORRES) под руководством генерал-лейтенанта Миллса расквартировано в Новом Орлеане (штат Луизиана) и имеет в подчинении до 39 тыс. резервистов КМП США, сведённых в три дивизии войск резерва КМП США: 4-ю дивизию резерва КМП США (4 дмп), 4-е авиакрыло КМП и 4-ю дивизию тылового обеспечения резерва частей тыла. Войска резерва КМП США предназначены как для организации тренировочной базы для новобранцев и призываемых резервистов, так и для усиления действующих соединений морской пехоты, в том числе и на заморских ТВД. Войска резерва КМП США в оперативном отношении подчиняются (кроме Командования КМП) Северному командованию ВС США.

### Научно-исследовательское управление КМП США
Научно-исследовательское управление КМП США (Marine Corps Combat Development Command (MCCDC)) расквартировано на территории базы КМП Куантико (Marine Corps Base Quantico) (Виргиния) (Quantico).
Научно-исследовательское управление КМП США является центром оперативного анализа и научных исследований по развитию теории применения сил и средств морской пехоты и проведения конкретных НИОКР в области новых разработок вооружений и снаряжений войск МП.
В состав управления входит отдел анализа боевого применения сил МП (начальник лаборатории — бригадный генерал КМП США Р. Геделунд (Brig. Gen. Robert F. Hedelund), одновременно — зам. нач. научно исследовательского управления ВМС США). Роль лаборатории заключается в проведении анализа боевых действий и организации оперативно-стратегических игр для руководства КМП с целью выработки концепций боевого применения КМП США.
В составе управления также имеется отдел (центр) исследования нетрадиционных методов ведения боевых действий войск (CIW), задачей которого является выработка оперативной доктрины и тактических методов сил МП для действий в чрезвычайных условиях по выполнению гуманитарных, миротворческих задач, обеспечения безопасности, и других. Центр также исследует вопросы ведения боевых действий на прибрежных ТВД, доктрины и опыт боевого применения иностранных ВМС, которые могут быть востребованы в теории и практике Корпуса.

### Управление разработки систем вооружений КМП США
Управление разработки систем вооружений КМП США (Marine Corps Systems Command (MARCORSYSCOM)) расквартировано на территории Квантико (Виргиния) (Quantico). Данное управление КМП США отвечает за разработку и реализацию НИОКР по программ перспективных систем вооружений для КМП США.
Эти программы предусматривают разработку, приобретение и принятие на вооружение ВС США специализированных систем вооружений для подразделений и частей КМП США. Список систем вооружения КМП США включает в себя: системы управления и связи, оружие и снаряжение пехотных подразделений, бронемашины и бронеатомобили, артиллерийские системы и системы РСЗО, управляемое оружие и системы полевой технической разведки.

### Командование сил специальных операций КМП США
Основные органы управления и планирования Командования сил специальных операций КМП (MARSOC) расквартированы на территории Кэмп-Лежен (Северная Каролина) (Camp Lejeune).
Командованию сил специальных операций КМП подчинены Рейдерский полк морской пехоты (трёхбатальонный) в составе группировок КМП на атлантическом и тихоокеанском ТВД (Кэмп-Лежен (Северная Каролина) и Кэмп-Пендлтон (ш. Калифорния). Каждый батальон Рейдерского полка состоит из четырёх разведывательных рот СпН, предназначенных для ведения разведки и диверсионных действий в интересах наступающих подразделений и частей КМП.
В задачи КССО КМП входит подготовка бойцов подразделений специального назначения дружественных государств. В составе управления есть отдел отбора иностранных кандидатов на подготовку и школа специалистов СпН, занимающаяся набором и подготовкой кандидатов для подразделений СпН морской пехоты.

## Общевойсковая структура Корпуса морской пехоты США
Организационная структура морской пехоты основана на принципе параллельного существования двух структур:
- общевойсковой, функционирующей в мирное время на территории США
- экспедиционной, применяемой на период боевых действий и учений, а также несения повседневной службы в составе передовых группировок ВМС.

По общевойсковой организации морская пехота включает в себя группировки атлантического и тихоокеанского ТВД и оперативную группировку КМП в Японии.
В основе каждого из трёх экспедиционных соединений КМП находятся:
- дивизия морской пехоты (Marine Division)
- авиационное крыло морской пехоты (Marine Aircraft Wing)
- группа тылового обслуживания (Marine Logistics Group)

Кроме того, в составе общевойсковой структуры КМП США находятся:
- 4-я дивизия войск резерва КМП
- корабельные отряды морской пехоты
- подразделения охраны береговых объектов
- подразделения и учреждения обеспечения
- учебные и учебно-боевые части и подразделения.

## Тактические группировки наземных сил и авиации морской пехоты
Тактические группировки наземных сил и авиации морской пехоты США (Marine Air-Ground Task Force (MAGTF, произносится как [магтаф]) являются соединением или отдельной войсковой частью, для повышения мобильности и автономности во время ведения боевых действий включающей в себя части (подразделения) разведки и управления, моторизованные части наземных войск, авиации и тылового обеспечения.
Существуют тактические группировки наземных сил и авиации МП трёх уровней:
- экспедиционное соединение морской пехоты (Marine Expeditionary Force);
- экспедиционная бригада морской пехоты (Marine Expeditionary Brigade);
- экспедиционный отряд морской пехоты (Marine Expeditionary Unit).

## Военная форма
Форма одежды морских пехотинцев является знаком различия, и отличается от формы военнослужащих других видов ВС США. Корпус верен традициям, и потому имеет наиболее узнаваемую форму: синяя (Dress Blues) ассоциируется с началом XIX века, а служебная (Service Uniform) — с началом XX. Их форма одежды отличается простотой, они не носят нашивок подразделений, флагов США или именных лент (за некоторыми исключениями). Существует три основных типа формы одежды: полевая, парадная и повседневная.

### Полевая
Полевая форма одежды (Utility Uniform) предназначена для ношения в поле и во время несения службы в расположении. MCCUU (Marine Corps Combat Utility Uniform) MARPAT (Marine Pattern) состоит из камуфлированных штанов (trousers) и куртки (blouse) одной из утверждённых расцветок (для лесистой (woodland — green/brown/black) или пустынной (desert — tan/brown/grey) местности, замшевых коричневых ботинок MCCB (Marine Corps Combat Boots), ремня (belt) и оливковой майки. В расположении в летнее время рукава куртки формы одежды плотно закатываются до бицепсов светлой стороной наружу (служащие других видов ВС США рукава закатывают таким образом, чтобы камуфляж оказался сверху), формируя аккуратный манжет. В качестве головного убора используется восьмиугольная кепка («восьмиклинка», иногда в других источниках встречается название «Garrison Cap»), отличающаяся от используемой в Армии США покроем и способом ношения, в поле разрешено также ношение панамы (boonie hat) с вышитой спереди эмблемой Корпуса (ранее использовалась металлическая эмблема).

### Парадная
Парадная форма одежды (Dress Uniform) — единственная форма в ВС США, сочетающая все три цвета американского флага. Предназначена для ношения в официальной обстановке и во время церемоний (так же эта форма носится вербовщиками новобранцев и часто встречается на агитационных плакатах). Используются три вида парадной формы: Blue (синяя, наиболее распространённая), Blue-White (синяя с белым, летняя) и Evening (вечерняя, для формальных случаев). С этой формой офицерами (или унтер-офицерами) может носиться кортик (Mameluke Sword, a для унтер-офицеров — NCO Sword).

### Повседневная
Повседневная форма одежды (Service Uniform) зелёного цвета предназначена для ношения во время службы в расположении (в настоящее время, широко заменяется в этой роли на Utility Uniform) и в формальных, но не церемониальных случаях. С этой формой морские пехотинцы могут носить как фуражку, так и пилотку.

### Оркестр морской пехоты
Особую униформу носит Оркестр морской пехоты США, имеющий также название «собственный президентский»: красный китель с золотым шитьём, аксельбантами, чёрным воротником и погонами из белой плетёной тесьмы, тёмно-синие брюки или длинные юбки, и чёрные лакированные туфли. Командир оркестра носит чёрный мундир с золотым шитьём и погонами из золотой плетёной тесьмы, более сложной формы, чем у остальных служащих оркестра.

## Вооружение и военная техника
- LAV-25
- AAV-7A1
- L-ATV
- BGM-71 TOW
- M777A2
- HIMARS
- RQ-21A Blackjack
- F-35B/C Lightning II
- F/A-18A/C/D Hornet
- AH-1Z Viper
- CH-53E Super Stallion
- UH-1Y Venom

## Воинские части и гарнизоны КМП США
На атлантическом побережье:
- Казармы морской пехоты Вашингтон — Вашингтон (о. Колумбия)
- Кэмп-Лежен — г. Джексонвилль (Северная Каролина)
- Квантико — Куантико (Вирджиния)
- Хендерсон Холл — Арлингтон (Вирджиния)
- Рекрутское депо морской пехоты Пэррис-Айленд — г. Бофор (ш. Ю. Каролина))
- База морской пехоты тыла и снабжения Олбани — Олбани (ш. Джорджия)

На тихоокеанском побережье:
- Рекрутское депо в Сан-Диего (Marine Corps Recruit Depot San Diego) (Сан-Диего (Калифорния))
- Кэмп-Пендлтон — Ошенсайд (Калифорния)
- База морской пехоты тыла и снабжения Барстоу — Барстоу (Калифорния)
- Гавайи — Гавайи
- Учебный центр горной подготовки в Бриджпорте — Бриджпорт
- Учебный аэродром авиации КМП США в Туэнтинайн-Палмс — Туэнтинайн-Палмс

## Физическая подготовка
Физическая подготовка состоит из двух частей: Физический тест (PFT) и боевой тест (CFT) — за прохождение начисляются баллы. В зависимости от возраста необходимо набрать определённое количество баллов.
Программа по рукопашному бою в Корпусе морской пехоты США имеет название — Marine Corps Martial Arts Program.

По аналогии со многими восточными единоборствами, программа имеет систему продвижения и ранжирования мастерства бойцов согласно цветовому разделению поясов, в которой самым начальным уровнем является желтый, а наивысшим черный пояс 6-го уровня. 

Уровни мастерства:
- Жёлтый пояс
- Серый пояс
- Зелёный пояс
- Коричневый пояс
- Чёрный пояс
  - 2-й степени
  - 3-й степени
  - 4-й степени
  - 5-й степени
  - 6-й степени

## План реформирования КМП США
Комендант Корпуса морской пехоты генерал Дэвид Бергер в 2020 году сообщил, что намерен сократить численность морской пехоты примерно со 189 тысяч человек до 170 тысяч. В 2021 году КМП избавился от танковых батальонов, а также кораблей, необходимых для их транспортировки. Парк бронетехники будет ограничен колёсными бронетранспортерами LAV-25 и боевыми машинами-амфибиями ACV (Amphibious Combat Vehicle). Общее количество батарей 155-мм гаубиц M777 уменьшится с 21 до 5. Число истребительных эскадрилий останется прежним — 18, однако размер каждой сократится с 16 до 10 самолётов, будет также сокращено число вертолётов.
При этом планируется увеличить число ракетно-артиллерийских подразделений наземного базирования и противотанковых ракетных подразделений с 7 до 21. Реактивные системы залпового огня M142 HIMARS планируется использовать для пусков противокорабельных ракет и оперативно-тактических ракет. Корпус морской пехоты также получит наземные установки, способные запускать крылатые ракеты «Томагавк». Беспилотная авиация морской пехоты увеличится с трех до шести эскадрилий.
Морская пехота будет готовиться к операциям компактных, мобильных, малозаметных группировок, которые при поддержки воздушных и надводных беспилотников будут брать под контроль небольшие острова и быстро создавать на них передовые оперативные базы.

## Известные военнослужащие КМП США
- Пуллер, Льюис — морской пехотинец, имеющий наибольшее в истории количество наград.
- Батлер, Смедли — морской пехотинец, имеющий наибольшее в истории количество наград на момент своей смерти.
- Дэли, Дэн[англ.] — один из 19 (семеро из них были морские пехотинцы), дважды получивших самую высокую правительственную награду США — Медаль Почёта (Medal of Honor).
- Ли Харви Освальд — единственный официальный подозреваемый в убийстве американского президента Кеннеди. Согласно поговорке морских пехотинцев, «Единственный бывший морпех — Ли Освальд».
- Джон Бейзилон (John Basilone) — единственный морской пехотинец, награждённый и Медалью Почёта, и Военно-морским крестом (Navy Cross) за героизм, проявленный в сражениях.
- Романов-Ильинский, Павел Дмитриевич — потомок династии Романовых, подполковник морской пехоты США.
- Виркус, Фостин — сержант морской пехоты, в 1925—1929 бывший королём острова Гонав (Гаити).
- Драйвер, Адам — американский актёр, морской пехотинец. После террористических актов 11 сентября 2001 года вступил в корпус морской пехоты США, в котором прослужил 2,5 года.
- Леон Спинкс — капрал морской пехоты, служил в 1973 - 1976 годах, стал призёром Панамериканских игр 1975 г., чемпионата мира 1974 г. и олимпийским чемпионом 1976 г.  по боксу в полутяжёлом весе. Уволившись, добился звания чемпиона мира среди профессионалов в тяжёлом весе.
- Риддик Боу — американский боксёр, финалист Олимпийских игр 1988 года в супертяжёлом весе, обладатель приза "Боксёр года" 1992 г., неоднократный чемпион мира в тяжёлом весе среди профессионалов; завершив выступления, поступил на службу в КМП США. Прослужив три дня, он уволился.

## Знаки различия

### Военнослужащие рядового исержантскогосостава
| Код армии США     | E-9                                      | E-9                     | E-9           | E-8            | E-8            | E-7              | E-6          | E-5     | E-4    | E-3            | E-2                    | E-1         |
| ----------------- | ---------------------------------------- | ----------------------- | ------------- | -------------- | -------------- | ---------------- | ------------ | ------- | ------ | -------------- | ---------------------- | ----------- |
| Нарукавный шеврон |                                          |                         |               |                |                |                  |              |         |        |                |                        | Отсутствует |
| Воинское звание   | Сержант-майор корпуса морской пехоты США | Мастер-комендор-сержант | Сержант-майор | Первый сержант | Мастер-сержант | Комендор-сержант | Штаб-сержант | Сержант | Капрал | Младший капрал | Рядовой первого класса | Рядовой     |
| Аббревиатура      | SgtMajMarCor                             | MGySgt                  | SgtMaj        | 1stSgt         | MSgt           | GySgt            | SSgt         | Sgt     | Cpl    | LCpl           | PFC                    | Pvt         |
| Код НАТО          | OR-9                                     | OR-9                    | OR-9          | OR-8           | OR-8           | OR-7             | OR-6         | OR-5    | OR-4   | OR-3           | OR-2                   | OR-1        |

### Уорент-офицеры
| Код армии США   | W-5                                        | W-4                                        | W-3                                        | W-2                                        | W-1                                  |      |
| --------------- | ------------------------------------------ | ------------------------------------------ | ------------------------------------------ | ------------------------------------------ | ------------------------------------ | ---- |
| Погон           | USMC Chief Warrant Officer 5 Rank Insignia | USMC Chief Warrant Officer 4 Rank Insignia | USMC Chief Warrant Officer 3 Rank Insignia | USMC Chief Warrant Officer 1 Rank Insignia | USMC Warrant Officer 1 Rank Insignia |      |
| Воинское звание | Старший уорент-офицер 5 класса             | Старший уорент-офицер 4 класса             | Старший уорент-офицер 3 класса             | Старший уорент-офицер 2 класса             | Уорент-офицер 1 класса               |      |
| Аббревиатура    | CWO5                                       | CWO4                                       | CWO3                                       | CWO2                                       | WO                                   |      |
| Код НАТО        | WO-5                                       | WO-4                                       | WO-3                                       | WO-2                                       | WO-1                                 | WO-1 |

### Офицеры
| Код армии США   | O-10    | O-9               | O-8           | O-7               | O-6       | O-5          | O-4   | O-3     | O-2              | O-1              |
| --------------- | ------- | ----------------- | ------------- | ----------------- | --------- | ------------ | ----- | ------- | ---------------- | ---------------- |
| Погон           |         |                   |               |                   |           |              |       |         |                  |                  |
| Воинское звание | Генерал | Генерал-лейтенант | Генерал-майор | Бригадный генерал | Полковник | Подполковник | Майор | Капитан | Первый лейтенант | Второй лейтенант |
| Аббревиатура    | Gen     | LtGen             | MajGen        | BGen              | Col       | LtCol        | Maj   | Capt    | 1stLt            | 2ndLt            |
| Код НАТО        | OF-9    | OF-8              | OF-7          | OF-6              | OF-5      | OF-4         | OF-3  | OF-2    | OF-1             | OF-1             |

### Эмблемы на головные уборы
- Офицерская эмблема (знак).
- Эмблема (знак) рядового и сержантского состава.

## Корпус морской пехоты США в культуре

### Фильмы и сериалы
- Фильм Стенли Кубрика «Цельнометаллическая оболочка» целиком посвящён этому воинскому соединению. Экранизация романа Густава Хасфорда «Старики» повествует об обучении бойцов корпуса и их участии в боях в годы войны во Вьетнаме (в конце 1967 — начале 1968 гг.).
- «Морпехи» — фильм Сэма Мендеса о морских пехотинцах, принимавших участие в военной операции против Ирака в 1991 году.
- «Поколение убийц» (Generation Kill) — американский мини-сериал об Иракской войне, экранизация одноимённого произведения журналиста «Rolling Stone» Эвана Райта.
- В мультсериале «Симпсоны» в 11 эпизоде 7 сезона татуировку данного подразделения имеет охранник, задержавший Барта за кражу видеоигры.

### Игры
- Серия игр Half-Life. Бойцы вымышленного спецподразделения HECU — одни из противников в Half-Life и её дополнениях Blue Shift и Decay, а также главные действующие лица дополнения Opposing Force — в сюжетном каноне являются военнослужащими Корпуса морской пехоты. В частности, это можно понять по досье главного героя Opposing Force, Адриана Шепарда.
- ArmA 2. Одна из пяти игровых фракций. Относятся к, так называемой, «синей» стороне конфликта из трёх противоборствующих.
- Серия игр Call of Duty. В Call of Duty 4: Modern Warfare и Call of Duty: World at War являются играбельной фракцией в одиночной и сетевой играх. В последующих играх (до Call of Duty: Advanced Warfare) встречаются лишь единожды или имеется упоминание о них.
- Серия игр Battlefield. Являются играбельной фракцией, практически, в каждой части игры. Принимают участие во Второй мировой войне, войне во Вьетнаме и вымышленных современных войнах.
- Insurgency: Modern Infantry Combat. Являются одной из двух играбельных фракций.
- The Dark Pictures Anthology: House of Ashes. Бойцы, а также часть главных героев, таких как Джейсон Колчек и Ник Кей, являются военнослужащими морской пехоты США.
- Squad. Является фракцией в сетевой игре

## Галерея
- Морская пехота США на захваченном гренадском БРДМ-2 во время вторжения в Гренаду.
- Показательный взвод (Silent Drill Platoon) показывает своё мастерство перед домом командующего Корпуса морской пехоты в Вашингтоне
- Оркестр морской пехоты США во время инаугурации Билла Клинтона 20 января 1997 г.
- Морской пехотинец, охраняющий одно из посольств США
- Флаг командующего КМП США
- Сержант Райан П. Шейн, раненный пулемётным огнём, пытается спасти умирающего друга. Вторая битва за Фаллуджу. 1-й батальон 8-го полка 2-й дивизии КМП. 1/8